# Kanton Anduze

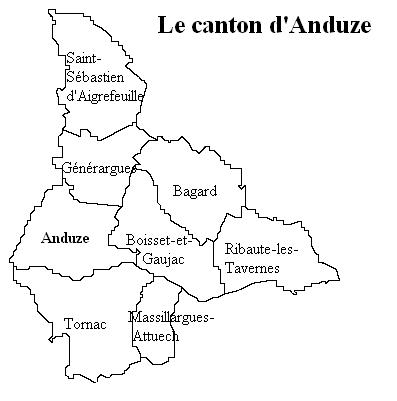
Kanton Anduze

Der Kanton Anduze war bis 2015 ein französischer Wahlkreis im Arrondissement Alès, im Département Gard und in der Region Languedoc-Roussillon. Er hatte den Hauptort Anduze und wurde 2015 im Rahmen einer landesweiten Neugliederung der Kantone aufgelöst.

## Gemeinden
Der Kanton umfasste die Wahlberechtigten aus acht Gemeinden:
| Gemeinde                       | Einwohner Jahr | Fläche km² | Bevölkerungsdichte | Code INSEE | Postleitzahl |
| ------------------------------ | -------------- | ---------- | ------------------ | ---------- | ------------ |
| Anduze                         | 3377 (2013)    | 14,6       | 231 Einw./km²      | 30010      | 30140        |
| Bagard                         | 2541 (2013)    | 14,55      | 175 Einw./km²      | 30027      | 30140        |
| Boisset-et-Gaujac              | 2471 (2013)    | 14,24      | 174 Einw./km²      | 30042      | 30140        |
| Générargues                    | 707 (2013)     | 10,24      | 69 Einw./km²       | 30129      | 30140        |
| Massillargues-Attuech          | 671 (2013)     | 6,27       | 107 Einw./km²      | 30162      | 30140        |
| Ribaute-les-Tavernes           | 1.955 (2013)   | 14,27      | 137 Einw./km²      | 30214      | 30720        |
| Saint-Sébastien-d’Aigrefeuille | 530 (2013)     | 15,82      | 34 Einw./km²       | 30298      | 30140        |
| Tornac                         | 867 (2013)     | 19,68      | 44 Einw./km²       | 30330      | 30140        |